# 1996 ES2
1996 ES2 är en asteroid i huvudbältet som upptäcktes den 15 mars 1996 av NEAT vid Haleakalā-observatoriet.
Asteroiden har en diameter på ungefär 6 kilometer och den tillhör asteroidgruppen Levin.